# Kościół Wszystkich Świętych w Krzywiniu
Kościół Wszystkich Świętych – dawna świątynia protestancka znajdująca się w mieście Krzywiń, w powiecie kościańskim, w województwie wielkopolskim.
Jest to świątynia wzniesiona w stylu eklektycznym w 1900 roku, nosząca cechy neoromańskie i neogotyckie. Budowla jest murowana, zbudowana z cegły i nieotynkowana. W czasie II wojny światowej co dwa tygodnie w świątyni pastor odprawiał nabożeństwo w języku niemieckim. W ostatnim roku wojny, nie czekając na dalszy rozwój wydarzeń ludność niemiecka opuściła Krzywiń. Po zakończeniu wojny, na skutek wyjazdu wszystkich ewangelików, świątynia opustoszała. Była zdewastowana. Przez pewien okres służyła jako magazyn mebli szkolnych. Dopiero w latach 90. XX wieku świątynia została wyremontowana i zaadaptowana na kościół pogrzebowy. Została w nim umieszczona chłodnia dla zmarłych oraz ławki dla wiernych. Wejście zostało wyłożone kostką brukową i obejście zostało uporządkowane. Świątynia została poświęcona w 1997 roku. Na wieży świątyni jest umieszczony zegar. Każdego dnia o godzinie 6.00 wybija „Kiedy ranne wstają zorze”; w południe „Anioł Pański”, natomiast o 21 „Apel Jasnogórski”.